# ادو (بازیکن فوتبال، زاده ژانویه ۱۹۸۳)
ادو (انگلیسی: Edu؛ زادهٔ ۱۱ ژانویهٔ ۱۹۸۳) بازیکن فوتبال اهل برزیل است.
از باشگاه‌هایی که در آن بازی کرده‌است می‌توان به باشگاه فوتبال پورتو و باشگاه فوتبال دائجئون هانا سیتی‌زن اشاره کرد.